# Виктор Шемтов
Виктор Шемтов (на иврит: ויקטור שם-טוב) е български евреин, виден израелски политик от Израелската партия на труда, 2 пъти министър на здравеопазването, дългогодишен депутат в Кнесета, ръководител на комисиите по здравеопазване. Племенник е на Анжело Куюмджийски и син на брат му Рахамин. Той е най-видният израелски политик от български произход, наричан е истинският трибун и водач на евреите от България.

## Биография
Роден е в Самоков на 1 февруари 1915 г. Заминава за Палестина през 1939 г. като макабист.
Той е офицер от Хагана и участник във войните при създаването на еврейската държава (отбраната на обсадения Йерусалим, 1948) и отстояването на нейното право на съществуване. Член на вътрешния кабинет на Голда Меир заедно с Моше Даян по време на войната от Йом Кипур. Привърженик на зачитането на правата на палестинците, мира с тях и създаването на палестинска държава, съществуваща заедно с Израел. За това е яростно атакуван от крайнодесни и ултрарелигиозни еврейски политици заедно с убития нобелов лауреат за мир Ицхак Рабин, чието убийство, извършено от еврейски шовинисти, Шемтов предвижда още в 1991 г.
Виктор Шемтов е силно привързан към България и ясно заявява позициите си за правото на българския народ на национално и териториално обединение. За себе си споделя: „бях младеж, който извънредно силно носи у себе си идеята за националноосвободителното движение на българския народ. Борбите на Васил Левски и Христо Ботев, хайдутите...“.
Като министър Шемтов фактически създава съвременната здравна система и болничната база на държавата, като реализира план, по който са построени 10 болници с 5000 легла, достъпни за всички граждани – и евреи, и араби, без оглед на финансовите им възможности. Днес, макар на преклонна възраст, Шемтов е ангажиран общественик, живее в Йерусалим. От 1994 г. работи наименуваният в почит към него "Клуб на ветераните „Виктор Шемтов“, създаден от активисти на движението „Ашомер Ацаир – България“ в Тел Авив – Яфа.